# Bicyclus taenias
Bicyclus taenias är en fjärilsart som beskrevs av William Chapman Hewitson 1877. Bicyclus taenias ingår i släktet Bicyclus och familjen praktfjärilar. Inga underarter finns listade i Catalogue of Life.

## Bildgalleri

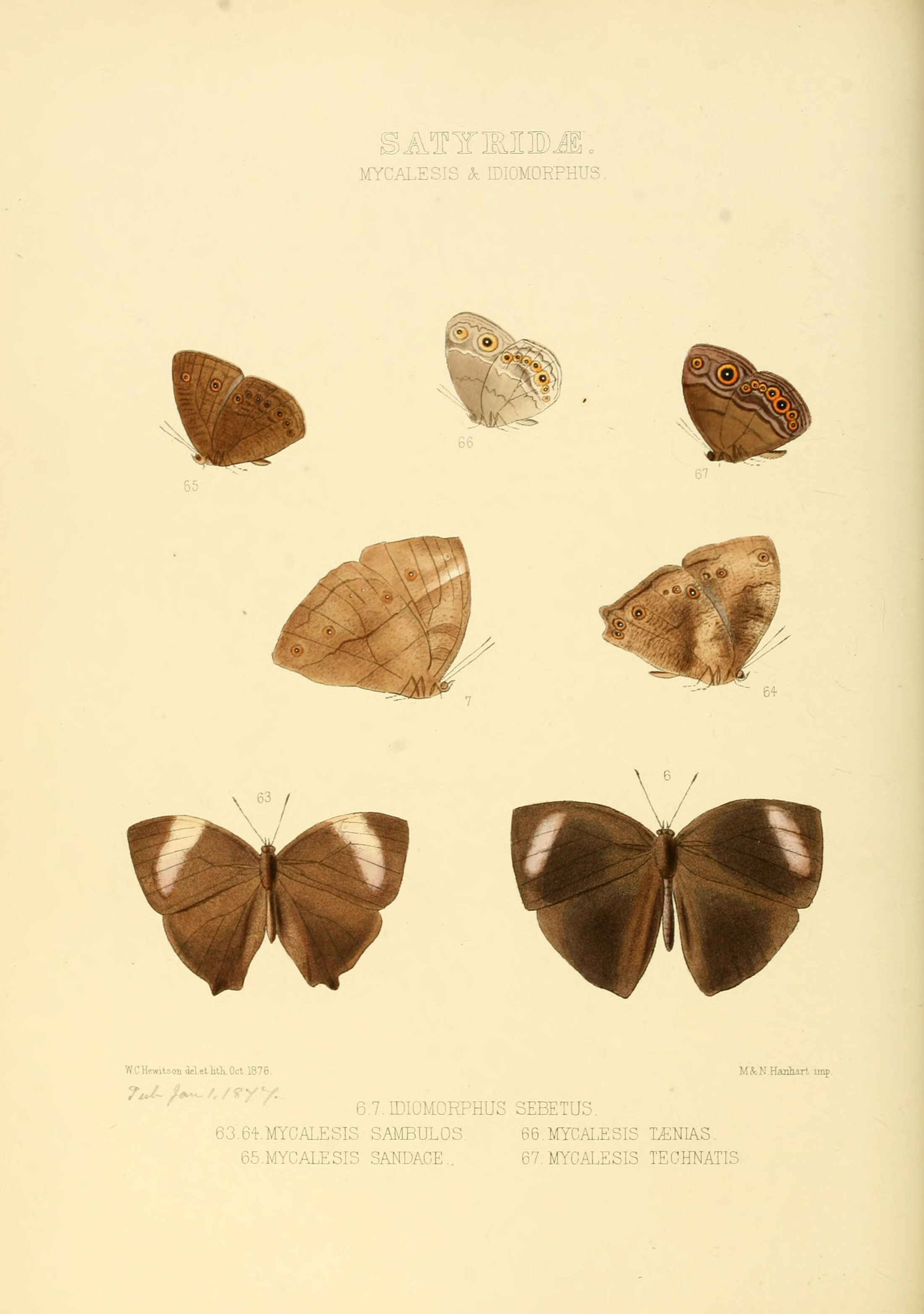
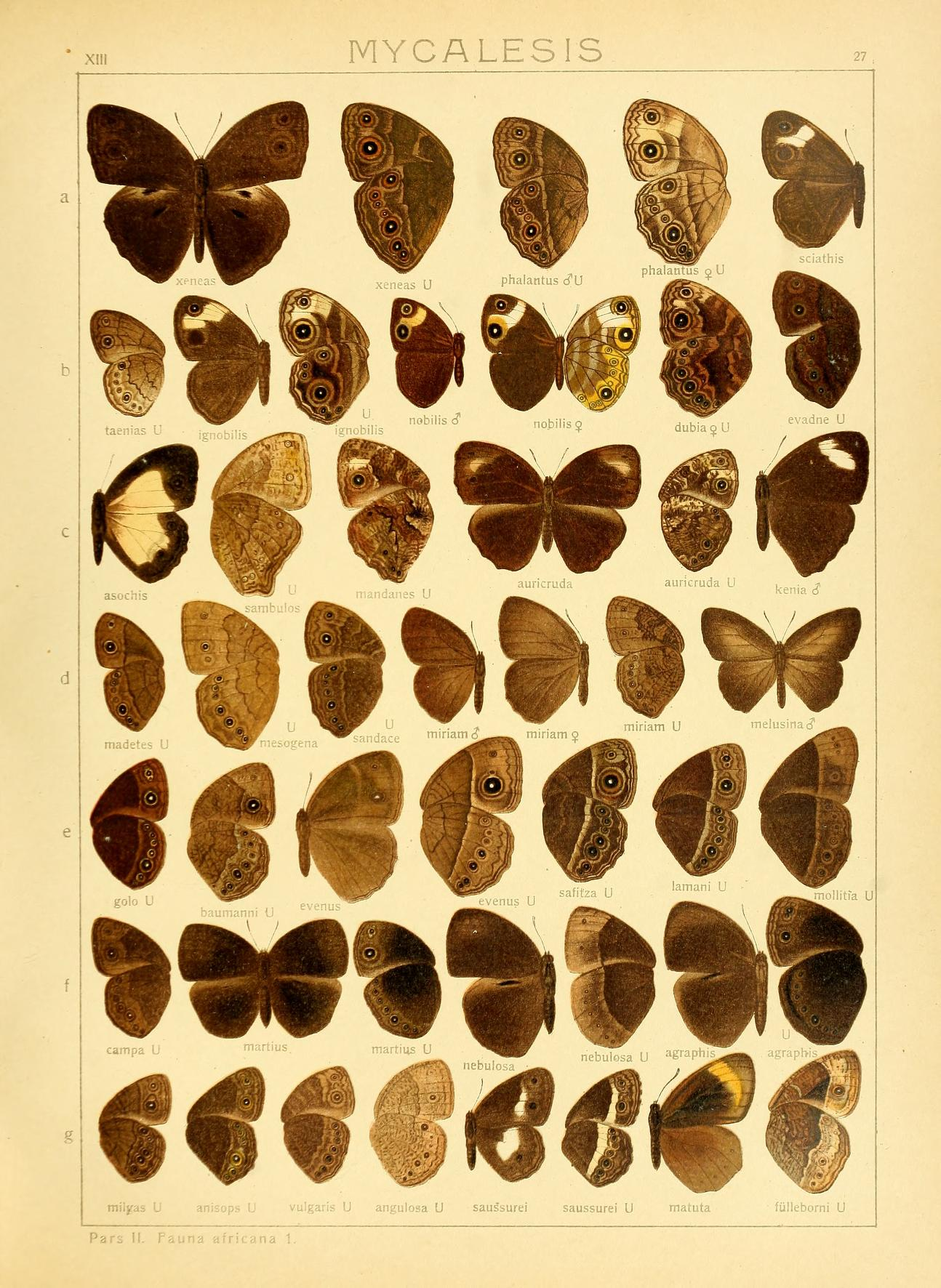